# Любовь в ритме лимбо
«Любовь в ритме лимбо» (англ. Love in Limbo) — австралийский комедийный фильм 1993 года, снятый режиссёром Дэвидом Эфликом. В главных ролях Крейг Адамс, Аден Янг и Рассел Кроу. Премьера фильма в Австралии состоялась 20 мая 1993 года.

## Сюжет
Австралия конца 1950-х годов. Юный отрок Кенни Риддл изнывает от отсутствия секса и желания наконец-то вкусить его прелести. За продажу порнографических картинок его изгоняют из школы. Мать решает отправить Кенни на исправление к дядюшке Берту, менеджеру на фабрике по пошиву одежды. Здесь он знакомится с Барри и Артуром, оказывающимися его соратниками по интересам.

## В ролях
- Крейг Адамс — Кен Риддл
- Рондда Финдлтон — Гвен Риддл
- Мартин Сакс — Макс Уайзмен
- Аден Янг — Барри МакДжанетт
- Рассел Кроу — Артур Баскин

## Создание фильма
Визуально на создателей фильма сильно повлияла музыкальная комедия Фрэнка Тэшлина «Эта девушка не может иначе» (1956).
По словам Рассела Кроу, он снялся в этом фильме для своей племянницы Челси.

## Награды и номинации
- Премия Австралийского института кино: лучший звук, лучшая работа художника-постановщика, лучший дизайн костюмов — номинации[4]